# Neidalia
Neidalia is een geslacht van vlinders van de familie spinneruilen (Erebidae), uit de onderfamilie Arctiinae.

## Soorten
- N. bipuncta Rothschild
- N. dognini Rothschild, 1909
- N. ockendeni Rothschild, 1910
- N. orientalis Rothschild, 1933
- N. villacresi Dognin, 1894